# Anouk Aimée
Anouk Aimée, születési nevén Nicole Françoise Florence Dreyfus (Párizs, 1932. április 27. – Párizs, 2024. június 18.)  BAFTA- és Golden Globe-díjas francia színésznő.

## Életpályája
Színészcsaládba született; édesapja Henry Murray Dreyfus, édesanyja Geneviéve Sorya Durand.
Iskoláit Marseille-ben és Párizsban végezte el. Marseille-ben balett-tanfolyamra járt, míg Párizsban színi tanfolyamra.
1947 óta szerepel filmekben. 1949-ben ő játszotta Juliette-t A veronai szerelmesek című filmben. Az 1950-es-60-as évek egyik legnépszerűbb színésznője volt. A legnagyobbak filmjeiben szerepelt Fellininél, (Az édes élet, 1960, 8 és 1/2, 1963), Lelouchnál, (Egy férfi és egy nő, 1966). 1980-ban a cannes-i fesztivál legjobb női alakításért járó díjat is elnyerte az Ugrás a semmibe (1979) című filmben nyújtott alakításáért. Oscarra is jelölték.

## Filmjei
- Szoba a tenger alatt (1946)
- Az életkor világa (1947)
- A veronai szerelmesek (1949)
- Az arany szalamandra (1950)
- A gyötrelmek éjszakája (1951)
- A férfi, aki nézte az elmenő vonatokat (1952)
- Karmazsin függöny (1953)
- Rossz találkozások (1955)
- Spanyol csempészek (1955)
- Kereslek (1955)
- Stresemann (1956)
- Nina (1956)
- Tisztes úriház (1957)
- A Montparnasse szerelmesei (1958)
- Fejjel a falnak (1958)
- Az utazás (1959)
- Az édes élet (1960)
- Lola (1961)
- Szodoma és Gomorra (1961)
- Az utolsó ítélet (1961)
- A tréfacsináló (1961)
- L’imprevisto (1961)
- A nagy utak (1962)
- 8 és 1/2 (1963)
- Siker (1963)
- A terrorista (1963)
- Az emberi hang (1963)
- Többgyermekes agglegény (1964)
- A menekülés (1964)
- A fehér hangok (1964)
- A puhányok (1965)
- Egy férfi és egy nő (1966)
- Botrány (1966)
- Szerelmünk évszakai (1966)
- Egy este, egy vonat (1968)
- Divatszalon (1969)
- A találkozás (1969)
- Justine (1969)
- Hogyha újrakezdenénk (1976)
- Egy lap a szerelemről (1978)
- Ugrás a semmibe (1979)
- Egy nevetséges ember tragédiája (1981)
- A holtak seregének tábornoka (1983)
- Éljen az élet! (1984)
- Success Is the Best Revenge (1984)
- Egy férfi és egy nő 20 év múlva (1986)
- Viszontlátás és köszönöm (1988)
- Piazza Navona, tévésorozat
- Vannak napok… és vannak holdak (1990)
- Leisenbohg átkozott szerelme (1990)
- Hangok a kertben (1991)
- Norman Béthune doktor (1992)
- A mormoták (1993)
- 101 éjszaka (1994)
- Pret-a-porter – Divatdiktátorok (1994)
- Salamon, a zsidók királya I.-II. (1997)
- Aki másnak sírt ás… (1998)
- Cannes-i kavalkád (2001)
- Napóleon (2002)
- A kis nyírfaliget (2003)
- Változatok a házasságra (2004)
- Hotel Harabati (2006)
- Ketten a hullámban (Deux de la Vague), dokumentumfilm (2010)
- A szerelem csendje (Tous les soleils) (2011)
- Kell ez a fogyókúra? (Mince alors!) (2012)
- Les plus belles années d’une vie (2019)

## Díjai

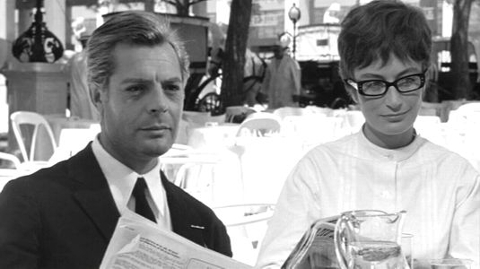
A 8½-ben Mastroiannival (1962)

- Golden Globe-díj (1967) Egy férfi és egy nő (1966)
- BAFTA-díj a legjobb női főszereplőnek (1968) Egy férfi és egy nő (1966)
- Cannes-i filmfesztivál legjobb női alakítás díja (1980) Ugrás a semmibe (1979)
- Palm Beach-i életműdíj (2000)
- Franciaország kulturális díja (2002)
- Tiszteletbeli César-díj (2002)
- Berlinale, Tiszteletbeli Arany Medve (2003)
- Bernhard Wicki-díj (2003)